# Curtisden Green
Curtisden Green är en ort i grevskapet Kent i sydöstra England. Orten ligger i distriktet Tunbridge Wells och civil parishen Goudhurst, cirka 15,5 kilometer öster om Royal Tunbridge Wells. Tätorten (built-up area) hade 402 invånare vid folkräkningen år 2021.